# Jürgen Fritzen
Jürgen Fritzen (stavat Juergen Fritzen på fartygssidan) var ett tyskt lastfartyg som 1940 förliste strax öster om Öja, söder om Nynäshamn. Vraket ligger på cirka 70 meters djup. Fartygets storlek är cirka 125 x 17 meter.

## Nuvarande skick

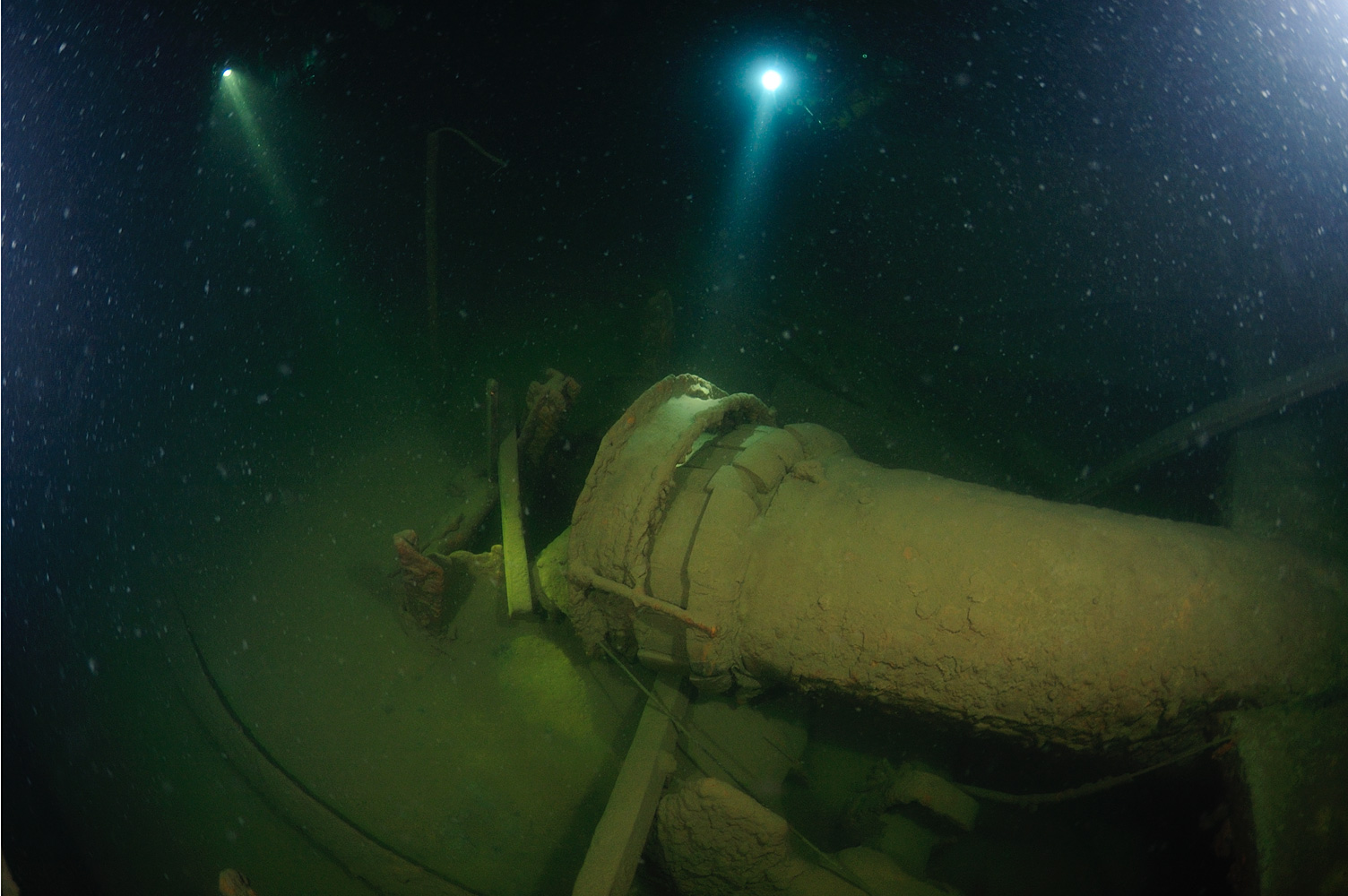
Trasig mast på vraket efter Jürgen Fritzen.

Vraket efter Jürgen Fritzen står upprätt på botten på cirka 70 meters djup. Djupet på däck är cirka 60 meter. Hon är skrovhel så när som på en del av aktern, som ligger sönderbruten och ihopsjunken. Överbyggnaden är till stora delar förstörd, men en del väggar och dörrar står fortfarande upp. Den främre masten har fallit framåt och vilar mot delar av en mindre överbyggnad nära fören.